# Oistins
Oistins är en parishhuvudort i Barbados. Den ligger i parishen Christ Church, i den södra delen av landet. Oistins ligger 48 meter över havet,  räknar 2 285 invånare och är den tredje största staden i landet.
Den högsta punkten i närheten är 98 meter över havet, 1,8 km norr om Oistins.